# فريدريك ريتشارد سوندرز
فريدريك ريتشارد سوندرز هو ضابط شرطة سريلانكي، ولد في 7 يوليو 1838 في كولمبو في سريلانكا، وتوفي في 30 مارس 1910 في هوف في المملكة المتحدة.